# Герб Адажского края
Герб А́дажского края — официальный символ Адажского края, одного из краёв Латвии. Ныне действующий вариант утверждён 6 января 2022 года.

## Описание и символика
Серебро символизирует правду и открытость, золото — щедрость и богатство, а синий — место встречи Гауи и моря, что также указывает на богатство воды в регионе. Лобелия Дартмана — растение, характерное для данной территории. Герб объединяет мотивы старого герба Адажского и герба Царникавского краёв.

## История
Герб Адажской волости утверждён в 1998 году, автором герба выступил А.Лапин. В 2006 году из волости был образован Адажский край. Герб края утверждён решением Министерства культуры (#3.1.-4/13) от 28 марта 2012 года. Описание герба гласит: В серебряном щите  — зелёный лист, обременённый белым цветком кувшинки; кайма щита зелёная. Герб указывает на реку Гауя и характерную для края флору. Серебряный цвет  символизирует ясность, мудрость, смелость и поддержку. Цветок указывает на преемственность Адажского края от Адажской волости, герб которой имел похожую композицию. 29 марта 2012 года Герб официально вручён краю президентом Латвии на «Празднике гербов самоуправлений». Условия, касающиеся символики Адажского района и порядка его изготовления и использования, определяются обязательными положениями местного самоуправления от 27 ноября 2012 года «О символике Адажского района».

6 января 2022 года в связи с реформой административно-территориального деления Латвии был утверждён новый герб, который 27 января 2022 года был зарегистрирован министерством культуры. Автор герба — художник Эдгар Симс.

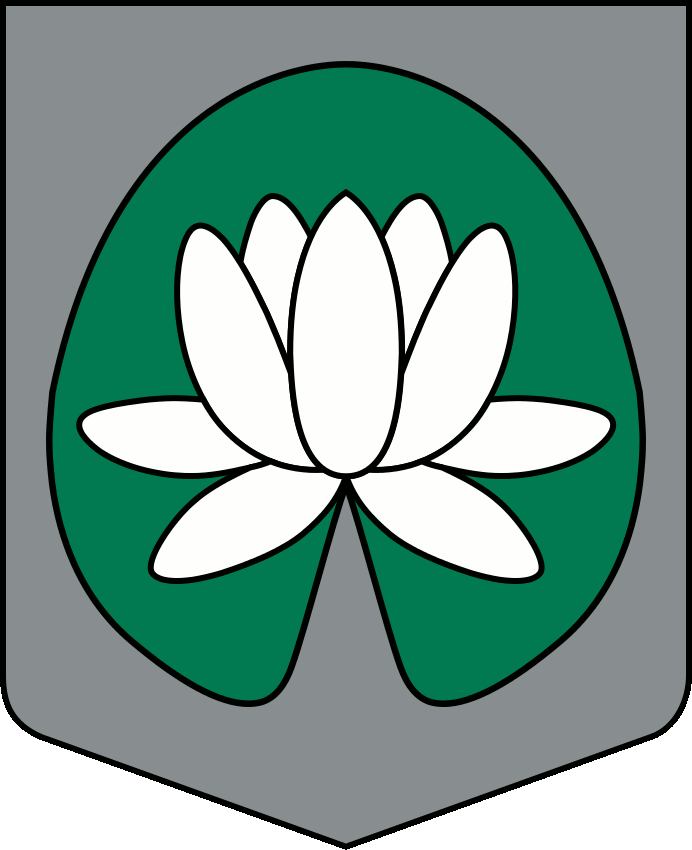
Герб Адажской волости, 1998 год
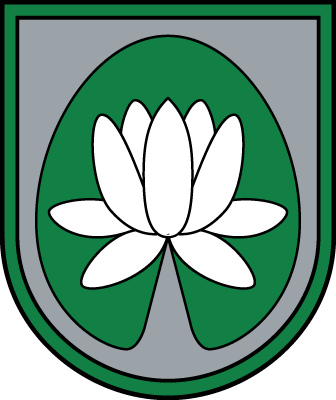
Герб Адажского края до 2022 года